# Hamid Heydari
 (novembre 2024).
Hamid Heydari (en azéri: Həmid Məhərrəməli oğlu Heydəri; né le 26 mars 1991 à Shahroud, Iran) est un paraathlète (lanceur de javelot) qui représente l'Azerbaïdjan aux 16e Jeux paralympiques. 

## Biographie
Hamid Heydari est né le 26 mars 1991 dans la ville de Shahrud. Il d'origine ethnique azéri.
H.Heydari représente l'Iran aux XIVes Jeux paralympiques d'été organisés à Rio de Janeiro (Brésil) en 2016 et remporte la médaille d'argent.
En juillet 2017, il remporte la médaille de bronze aux Championnats du monde au Royaume-Uni.
Hamid Heydari obtient la nationalité azerbaïdjanaise en 2020. 

## Carrière
En juin 2021, Hamid Heydari remporte la médaille d'argent du tournoi avec un résultat de 42,48 mètres lors du Championnat d'Europe organisé en Pologne.
En août 2021, Hamid Heydari participe aux 16e Jeux paralympiques d'été organisés au Japon. Dans le tournoi du javelot, il remporte la médaille d'or avec un résultat de 50,42 mètres.
Conformément au décret du président azerbaïdjanais Ilham Aliyev du 6 septembre 2021, Hamid Maharrameli oghlu Heydari reçoit l'Ordre de la Gloire (Azerbaïdjan) pour ses réalisations aux XVIes Jeux paralympiques d'été et ses services dans le sport azerbaïdjanais.